# Апикальный периодонтит
Периодонти́т — воспаление периодонта, характеризующееся нарушением целостности связок, удерживающих зуб в альвеоле, кортикальной пластинки кости, окружающей зуб и резорбции костной ткани от незначительных размеров до образования кист больших размеров.

## Классификация
По этиологии различают следующие виды периодонтитов:
1. Инфекционный.
2. Травматический.
3. Медикаментозный.
4. Ятрогенный.

### Классификация периодонтита
Данная классификация принята в России, зарубежная классификация отличается.
- Острый периодонтит (periodontitis acuta):
  - острый серозный,
  - острый гнойный.
- Хронический периодонтит:
  - фиброзный.
  - гранулирующий.
  - гранулёматозный.
- Обострение хронического периодонтита.

## Этиология
- Инфекционный периодонтит в основном является осложнением кариеса. Как первичным (когда процесс является следствием нелечённого кариеса, а затем пульпита или заболевания пародонта), так и вторичным (когда у процесса ятрогенная причина). По способу проникновения бактерий периодонтит делят на интрадентальный и экстрадентальный (внутризубной и внезубной). К последнему можно отнести периодонтиты, которые развиваются вследствие перехода воспалительного процесса из окружающих тканей (остеомиелит, гайморит).
- Травматический периодонтит возникает в результате как значительного, однократного воздействия (удар при падении или попадании в лицо твердых тяжелых предметов), так и вследствие незначительной, но хронической травмы (завышенная пломба, откусывание проволоки или нитки при отсутствии рядом стоящих зубов). При травме процесс обычно протекает остро.
- Медикаментозный периодонтит развивается чаще всего при неправильном лечении пульпита, когда сильнодействующие препараты попадают в периодонт (например паста, содержащая мышьяк, формалин, фенол) или раздражающие материалы (фосфат-цемент, штифты). Также к медикаментозным относят периодонтиты, возникающие вследствие аллергических реакций, которые могут вызвать местную иммунологическую реакцию.

Основной причиной развития периодонтита у детей является инфекция, когда микроорганизмы, их токсины, биогенные амины, поступающие из воспаленной некротизированной пульпы, распространяются в периодонт.
Вероятность развития периодонтита увеличивается у курящих людей. Согласно данным исследователей, сигаретный дым и его компоненты способствуют образованию биопленки, в состав которой входят различные патогенные микроорганизмы, такие как Staphylococcus aureus, Streptococcus mutans, Klebsiella pneumonia и Pseudomonas aeruginosa.

## Острый апикальный периодонтит
Для острого периодонтита характерно наличие резкой локализованной боли постоянного характера. Вначале при остром периодонтите отмечается нерезко выраженная ноющая боль, которая локализована и соответствует области поражённого зуба.
Позднее боль становится более интенсивной, рвущей и пульсирующей, иногда иррадирует, что свидетельствует о переходе в гнойное воспаление. Острый апикальный процесс длится от 2-3 суток до 2 недель. Условно удаётся выявить 2 стадии или фазы течения острого воспаления периодонта:
- Первая стадия. Фаза интоксикации периодонта возникает в самом начале воспаления. Характерно для неё возникновение длительных, непрерывных болей ноющего характера. Иногда к этому присоединяется повышенная чувствительность при накусывании на больной зуб. Со стороны тканей, окружающих зуб, видимых изменений не определяется, при вертикальной перкуссии отмечается повышенная чувствительность периодонта.
- Вторая стадия. Фаза выраженного экссудативного процесса характеризуется непрерывными болевыми ощущениями. Отмечается болезненность при накусывании на зуб; вызывает боль даже лёгкое прикосновение языка к больному зубу. Появляется ощущение выдвижения больного зуба из зубной дуги (симптом выросшего зуба). Перкуссия зуба резко болезненна. Отмечается иррадиация болей. Появление экссудата и воспалительный ацидоз способствуют набуханию и расплавлению коллагеновых волокон периодонта, что сказывается на фиксации зуба, он становится подвижным. Распространение серозного и серозно-гнойного инфильтрата сопровождается появлением отёка мягких тканей и реакцией регионарных лимфатических узлов.

Общее состояние больных страдает: отмечаются недомогание, головная боль, температура тела (из-за боли зубов) повышается до 37-38 °C, наблюдается лейкоцитоз, повышенная СОЭ.
Рентгенологически при остром периодонтите изменений в периодонте не отмечается.

## Хронический апикальный периодонтит
- Хронический фиброзный периодонтит. Диагностика этой формы сложна, так как больные не предъявляют жалоб и ещё потому, что сходную клиническую картину может давать, например, хронический гангренозный пульпит.

Объективно при хроническом фиброзном периодонтите отмечаются изменения цвета зуба, коронка зуба может быть интактной, глубокая кариозная полость, зондирование безболезненно. Перкуссия зуба чаще безболезненна, реакции на холод и тепло отсутствуют. В полости зуба нередко обнаруживается некротически изменённая пульпа с гангренозным запахом.
В клинике диагноз хронического фиброзного периодонтита ставится на основании рентгеновского снимка, на котором видна деформация периодонтальной щели в виде расширения её у верхушки корня, что обычно не сопровождается резорбцией костной стенки альвеолы, а также цемента корня зуба.
Фиброзный периодонтит может возникать как исход острого воспаления периодонта и как результат излечения других форм хронического периодонтита, пульпита или возникает в результате перегрузки при утрате большого числа зубов или травматической артикуляции.
- Хронический гранулирующий периодонтит. Нередко проявляется в виде неприятных, иногда слабых болевых ощущений (чувство тяжести, распирания, неловкости); может быть незначительная болезненность при накусывании на больной зуб, эти ощущения возникают периодически и часто сопровождаются появлением свища с гнойным отделяемым и выбрасыванием грануляционной ткани, который через некоторое время исчезает.

Определяется гиперемия десны у заболевшего зуба; при надавливании на этот участок десны тупым концом инструмента возникает углубление, которое после удаления инструмента исчезает не сразу (симптом вазопареза). При пальпации десны больной испытывает неприятные ощущения или боль. Перкуссия нелеченого зуба вызывает повышенную чувствительность, а иногда и болевую реакцию.
Нередко наблюдается увеличение и болезненность регионарных лимфатических узлов.
Рентгенологически при хроническом гранулирующем периодонтите обнаруживают очаг разрежения кости в области верхушки корня с нечёткими контурами или неровной линией, деструкцией цемента и дентина в области верхушки зуба.
- Хронический гранулёматозный периодонтит чаще протекает бессимптомно, реже больные жалуются на неприятные ощущения и незначительную болезненность при накусывании.

Анамнестически имеются указания на перенесённую в прошлом травму периодонта или болевые ощущения, связанные с развитием пульпита. При локализации гранулемы в области щёчных корней верхних моляров и премоляров больные нередко указывают на выбухание кости соответственно проекции верхушек корней.
Объективно причинный зуб может не иметь кариозной полости, коронка в цвете нередко изменена, отмечается наличие кариозной полости с распадом пульпы в каналах, и наконец, зуб может быть леченым, но с некачественно запломбированными каналами. Перкуссия зуба часто безболезненна, при пальпации на десне с вестибулярной поверхности может отмечаться болезненное выбухание соответственно проекции гранулемы.
При рентгенологическом обследовании выявляется картина четко очерченного разрежения костной ткани округлой формы. Иногда можно видеть деструкцию тканей зуба в области верхушки и гиперцементоз в боковых отделах корня.
Благоприятным исходом гранулёматозного периодонтита при своевременно и правильно проведенном лечении является переход в фиброзную форму. При отсутствии лечения или неполном пломбировании корневого канала происходит превращение гранулемы в кистогранулему или корневую кисту зуба.
- Обострившийся хронический периодонтит. Чаще даёт обострение гранулирующий и гранулёматозный периодонтит, реже — фиброзный. Так как обострение протекает при наличии деструктивных изменений в периодонте, то болезненность при накусывании на зуб не бывает такой резкой, как при остром гнойном периодонтите. Что касается остальных симптомов (постоянная боль, коллатеральный отёк мягких тканей, реакция лимфоузлов), то они могут нарастать в такой же последовательности, как и при остром гнойном периодонтите.

Объективно отмечаются наличие глубокой кариозной полости (зуб может быть нелеченым или пломбированным), отсутствие болезненности при зондировании, резкая боль при перкуссии, как вертикальной, так и горизонтальной, в меньшей степени. Зуб может быть изменен в цвете, подвижен. При осмотре определяется отёк, гиперемия слизистой оболочки и нередко кожи, над областью причинного зуба сглаженность переходной складки, пальпация этой области болезненна. Реакция тканей зуба на температурные раздражители отсутствует.
Обострение хронического фиброзного периодонтита рентгенологически сопровождается уменьшением четкости границ разрежения костной ткани, появлением новых очагов разрежения и остеопороза соответственно воспалительному фокусу. Рентгенологическая картина гранулёматозного периодонтита в стадии обострения характеризуется потерей чёткости границ разрежения костной ткани в апикальной части зуба, нечёткостью линии периодонта в боковых отделах периодонта и просветлением костномозговых пространств по периферии от гранулемы. Обострившийся хронический гранулирующий периодонтит рентгенологически характеризуется более выраженной изъеденностью контуров очага разрежения на фоне общей смазанности рисунка.
Электрометрическая реакция со стороны периодонта при всех формах периодонтита — свыше 100 мкА или вовсе отсутствует. Лечебные мероприятия при периодонтитах выходят за рамки лечения только причинного зуба и состоят в активном высвобождении организма от инфекционного очага, чем достигаются предупреждение сенсибилизации организма, предотвращение развития воспалительных процессов челюстно-лицевой области и заболеваний внутренних органов.

## Патогенез
Микроорганизмы проникают в периодонт чаще всего через корневой канал при пульпите. При проникновении инфекции возникает воспаление. Периодонтит возможен также при других состояниях: травмах, трещине корня зуба, длительном воздействии мышьяка на зубную полость, сепсисе. Периодонтальная щель заполнена межтканевой жидкостью и наряду со связочным аппаратом зуба играет роль амортизатора при жевательных нагрузках. Периодонт, входящие в него элементы богаты рецепторами, реагирующими на давление, которое увеличивается при периодонтите, поэтому воспаление даёт выраженный болевой синдром. При воспалении происходит экссудация (пропотевание жидкости). Отёк и экссудация отвечают за главный, но не единственный признак заболевания — боль. При наличии оттока этой жидкости через корневой канал зуба боль менее выражена и создаются условия для развития хронического периодонтита. В противном случае развивается острый периодонтит — сначала серозный, а затем и гнойный.
В диагностике хронического воспалительного процесса в периодонте определяющее значение имеют данные рентгенологического исследования. При этом рентгенологическая картина периапикальных изменений у каждого из корней многокорневого зуба может быть различной. Рентгенологически при остром периодонтите не отмечается. При хроническом фиброзном сужение или чаще расширение периодонта. При хроническом гранулёматозном картина четко очерченного разрежения костной ткани округлой формы. Иногда можно видеть деструкцию тканей зуба в области верхушки и гиперцементоз в боковых отделах корня. Хронический гранулирующий — очаг разрежения с изъеденными контурами, деструкцией цемента и дентина в области верхушки зуба. Обострение хронического периодонтита определяется формой воспаления предшествующему обострению, длительностью и остротой воспалительного процесса.

## Связь с сердечно-сосудистыми заболеваниями
По данным многих эпидемиологических исследований, между болезнями периодонта и маркерами некоторых сердечно-сосудистых заболеваний имеется связь.

Характер этой связи ученым установить пока не удается, несмотря на множество попыток создать объясняющую теорию.
Так, в недавнем мультицентровом проспективном плацебо-контролируемом исследовании STABILITY4 было показано, что потеря большого количества зубов была связана с высоким риском инсульта, смерти от кардиоваскулярных и иных причин.
Пациенты, у которых полностью отсутствовали собственные зубы, имели самый высокий риск этих заболеваний, самые высокие уровни воспалительных маркеров (hs-CRP, IL-6 и Lp-PLA2), а также самые высокие уровни маркеров сердечно-сосудистого риска (GDF15, тропонин Т, предсердный натрийуретический пептид).
Национальное исследование FINRISK-1997, проведенное в университете Хельсинки (Финляндия), включавшее 8 446 финских пациентов в возрасте от 25 до 75 лет, также показало, что дефект зубного ряда ассоциируется с развитием в будущем сердечно-сосудистых осложнений, диабета и высокой смертностью. Ухудшение прогностических показателей достигало 140 % у людей с отсутствием более 5 зубов, по сравнению с пациентами с полным зубным рядом.
Какие именно причины связывают плохое состояние зубов и сердечно-сосудистой системы, ни это, ни предыдущие исследования не показывают.

## Лечение
Лечение поэтапное у врача-стоматолога, заканчивающееся пломбированием зуба и его корней. Сначала для устранения воспаления необходимо хирургически дать широкий отход экссудату (гнойному или серозному). Назначается физиотерапия, тёплые полоскания подогретой минеральной водой, сульфаниламидные препараты, антибиотики широкого спектра действия. При неэффективности лечения, а также если зуб не выдерживает герметичности, он подлежит удалению.
Лечение хронического периодонтита включает три основных этапа:
- механическую подготовку (расширение, очистку),
- антисептическую обработку (дезинфекцию),
- пломбирование каналов.

Механическая обработка проводится с целью полного удаления распавшейся корневой пульпы и слоя инфицированного дентина со стенок канала. Дезинфекцию канала часто завершают применением внутриканального ультразвукового физиотерапевтического воздействия.
Затем проводят процедуры, борющиеся с воспалением в челюсти и стимулирующие репаративные процессы в кости. В корень зуба закладывают рассасывающие противовоспалительные и антибактериальные пасты. Применяют физиотерапевтические процедуры.
После купирования воспаления в периодонте каналы очень аккуратно тщательно пломбируют. В 85 % случаев комплексное лечение периодонтита оказывается эффективным и наступает излечение.
Если после проведённого комбинированного терапевтического воздействия не удается ликвидировать гранулемы, прибегают к верхушечной резекции корня зуба с последующей фиксацией зуба в челюстной альвеоле. Иногда все проводимые мероприятия безрезультатны, в этом случае поражённый зуб приходится удалять. После купирования воспалительного процесса в кости решают вопрос о протезировании или имплантации зуба.

## Профилактика
Полностью исключить вероятность развития кариеса и таких его осложнений, как пульпит и апикальный периодонтит, невозможно, однако при соблюдении простых советов легко снизить частоту обращения к дантисту с болями в зубах.
1. Ежедневное очищение ротовой полости с применением зубной щётки и пасты. Помимо этого рекомендуется использовать флосс (зубная нить), который позволяет устранять пищевые частицы и микробный налёт с контактных поверхностей и прочих труднодоступных мест.
2. Для гигиенического ухода стоматологи советуют выбирать зубные пасты, обогащённые фтористыми соединениями. Однако следует обращать внимание на дозировку этого вещества: для взрослых профилактическая концентрация фтора составляет 1.5 тыс. ppm, а детям, которые не достигли ещё 12 лет, требуется доза, не превышающая 1 тыс. ppm.
3. Уменьшение углеводистых продуктов в ежедневном рационе, в особенности содержащих сахарозу.
4. Своевременное очищение зубного камня.
5. При развитии кариозного процесса необходимо обращение к стоматологу для лечения, чтобы заболевание не распространилось вглубь зуба.
6. Регулярные визиты к стоматологу для диагностических осмотров.

Поддержание стоматологического здоровья на высоком уровне позволит избежать возникновения верхушечного периодонтита.